# ماگدالنا بوچارسکا
ماگدالنا یادویگا بوچارسکا (لهستانی: Magdalena Jadwiga Boczarska؛ زادهٔ ۱۲ دسامبر ۱۹۷۸) بازیگر اهل لهستان است.
از فیلم‌ها یا مجموعه‌های تلویزیونی که وی در آن‌ها نقش داشته است، می‌توان به کارگزار من، عناصر ساشا – آتش، فرصت دوباره، تستوسترون، مرد ایده‌آل برای دوست‌دخترم، کنترل، صفر، پزشکان، سلطان، مأموریت افغانستان، جرم، ۳۹ و نیم، قرارداد، رز کوچک، طاقت بیاور و خانواده واپسین اشاره نمود.